# Acacia pterocaulon
Acacia pterocaulon är en ärtväxtart som beskrevs av Bruce R. Maslin. Acacia pterocaulon ingår i släktet akacior, och familjen ärtväxter. Inga underarter finns listade i Catalogue of Life.